# Jen Beagin
Jen Beagin est une autrice et romancière américaine.

## Biographie
Jen Beagin est titulaire d'une maîtrise en création littéraire de l'Université de Californie à Irvine. L'auteure vit et travaille à New York. Elle a collaboré à plusieurs revues et publié différentes nouvelles dans la presse américaine.

## Carrière littéraire
En 2017, Jen Beagin est lauréate du Whiting Award dédié à la littérature de fiction, pour son premier roman qualifié de underground et débridé, On dirait que je suis morte (Pretend I'm Dead),. Son héroïne Mona, alors âgée de 24 ans travaille comme femme de ménage le jour. La nuit, la jeune femme distribue bénévolement des seringues aux toxicos de Lowell dans le Massachusetts. Son histoire d’amour avec « Monsieur Dégoûtant », un junkie du coin va bouleverser son existence,.
Jen Beagin commence l'écriture de ce premier roman à la suite de cinq années passées à travailler comme femme de ménage pour le compte de particuliers. Au cours de cette période, elle réalise une série d'autoportraits in situ et se constitue une collection d'aspirateurs d'époque. La mise en scène de sa propre mort sanglante chez un client confère à l'ouvrage un supplément d'authenticité et de réalisme dans ce texte en partie autobiographique.

## Publications
- On dirait que je suis morte, Jen Beagin, traduit par Céline Leroy, Buchet/Chastel, 2019, 288 p.  (ISBN 978-2-283-03179-7)  Édition originale : Pretend I'm Dead, Jen Beagin, Northwestern University Press, 208p, 2015  (ISBN 0810132079)
- Vacuum in the Dark, Jen Beagin, Oneworld Publications, 240p, 2019  (ISBN 178607530X)(non traduit en français)
- Suissexe, Jen Beagin, traduit par Antoine Guillemain, Mercure de France, 4 septembre 2025  (ISBN 978-2715265554)  Édition originale : Big Swiss, Jen Beagin, Simon & Schuster, 2023  (ISBN 978-1982153106)

## Récompenses
- 2017 : lauréate du Whiting Award pour On dirait que je suis morte